# Gare de Futako-Tamagawa
La gare de Futako-Tamagawa (二子玉川駅, Futako-Tamagawa-eki) est une gare ferroviaire de l'arrondissement de Setagaya, à Tokyo au Japon. La gare est gérée par la compagnie Tōkyū.

## Situation ferroviaire
La gare de Futako-Tamagawa est située au point kilométrique (PK) 9,4 de la ligne Tōkyū Den-en-toshi et au PK 10,4 de la ligne Ōimachi.

## Histoire
La gare a été inaugurée le 1er avril 1907 en tant qu'arrêt de tramway sur la ligne Tamagawa du Chemin de fer électrique de Tamagawa (玉川電気鉄道, Tamagawa Denki Tetsudō).

## Services aux voyageurs

### Accès et accueil
La gare dispose d'un bâtiment voyageurs, avec guichet, ouvert tous les jours.

### Desserte
- Ligne Den-en-toshi :
  - voie 1 : direction Chūō-Rinkan
  - voie 4 : direction Shibuya (interconnexion avec la ligne Hanzōmon pour Oshiage)
- Ligne Ōimachi :
  - voie 2 : direction Mizonokuchi
  - voie 3 : direction Ōimachi